# Tovarich (musical)
Tovarich è un musical con colonna sonora di Lee Pockriss, testi di Anne Croswell e libretto di David Shaw, tratto dall'omonima commedia di Jacques Deval e dall'adattamento in inglese della stessa di Robert E. Sherwood.

## Trama
Il principe russo Mikail Alexandrovitch Ouratieff e la moglie, la gran duchessa Tatiana Petrovna, fuggono dalla Russia dopo la rivoluzione d'ottobre e portano con loro il tesore dello Zar, che l'imperatore aveva affidato loro prima della presa al potere bolscevica. In salvo a Parigi, la coppia mette il patrimonio dello zar in banca e si rifiutano diligentemente di spendere anche un solo centesimo per loro stessi: assumono quindi false identità e cominciano a lavorare rispettivamente come maggiordopo e cameriera per una famiglia americana composta da Charles Davis, la moglie Grace e i bambini della coppia, Helen e Georges. Dopo un inizio burrascoso, i due improvvisati domestici entrano nelle grazie della famiglia ma il loro segrete viene allo scoperto quando i Dupont ospitano a cena il commissario sovietico Gorotchenko, che li smaschera.

## Produzioni
Tovarich debuttò al The Broadwayn Theatre di New York il 18 marzo 1963 e fu successivamente trasferito al Majestic Theatre e al Winter Garden Theatre, dove chiuse dopo 264 repliche il 9 novembre dello stesso anno. Peter Glenville curava la regia, Herbert Ross le coreografie ed il cast comprendeva: Vivien Leigh (Tatiana), Jean-Pierre Aumont (Mikail), George S. Irving (Charles) e Louise Troy (Natalia Mayovskaya). Il musical ottenne recensioni contrastanti, ma unanimi furono le lodi per Vivien Leigh, che vinse il Tony Award alla miglior attrice protagonista in un musical. Un brusco declino della sua salute la costrinse però a lasciare la produzione con pochissimo preavviso e la parte di Tatiana passò alla sua sostituta, Joan Copeland, che interpretò il ruolo dal 7 al 21 ottobre, quando Eva Gabor divenne la nuova primadonna della produzione.
Nel 1964 Eva Gabor e Jean-Pierre Aumont tornarono ad interpretare i protagonisti in un tour statunitense del musical, diretto da Richard Barstow. Inaugurata il 22 giugno 1964, la tournée toccò diverse città prima di terminare il 1 agosto.

## Brani musicali
Atto I
- "Nitchevo" - Mikail, Soukhomine, Shamforoff, Marina
- "I Go to Bed" - Mikail
- "You'll Make an Elegant Butler (I'll Make an Elegant Maid)" - Tatiana
- "Stuck With Each Other" - Helen, George
- "Say You'll Stay" - Grace, Charles
- "You Love Me" - Tatiana, Mikail
- "Introduction Tango" - Tatiana, Helen, Mikail, George
- "That Face" - Natalia
- "Wilkes-Barre, P.A." - Tatiana, George
- "No! No! No!" - Helen, Mikail
- "A Small Cartel" - Grace, Charles

Atto II
- "It Used to Be" - Soukhomine, Shamforoff, Natalia, Vassily
- "Make a Friend" - Cast
- "The Only One" - Tatiana
- "Uh-Oh!" - Helen, Goerge
- "Managed" - Mikail
- "I Know the Feeling" - Tatiana
- "All for You" - Tatiana, Mikail
- "Grande Polonaise" - Helen, Grace, George, Charles & Cast